# ان‌جی‌سی ۶۷۵۳
ان‌جی‌سی ۶۷۵۳ (انگلیسی: NGC 6753) مارپیچی بدون میله عظیمی است که به طرز به نسبت دقیقی رو به رو در صورت فلکی طاووس در نیم‌کره جنوبی آسمانی دیده می‌شود.این کهکشان در ۵ ژوئیه ۱۸۳۶ توسط اخترشناس انگلیسی جان هرشل کشف شد.ان‌جی‌سی ۶۷۵۳ ا در فاصله ۱۴۲ میلیون سال نوری از کهکشان راه شیری قرار دارد و با سرعت شعاعی ۳۱۴۰ کیلومتر بر ثانیه در حال عقب‌نشینی است و هیچ نشانه‌ای از برهم‌کنش کهکشانی اخیر با کهکشان یا خوشهٔ کهکشانی دیگری را از خود نشان نمی‌دهد.
کلاس مورفولوژیکی ان‌جی‌سی ۶۷۵۳ «(R)SA(r)b» است، که نشان‌دهندهٔ مارپیچی بودن بدون ویژگی نوار داخلی (SA)، ساختارهای حلقه بیرونی (R) و داخلی (r) و مارپیچی با زخم متوسط است. بازوها _ تقریباً رو به رو با یک صفحه کهکشانی با شیب ۳۰ درجه نسبت به خط دید از زمین مشاهده می‌شود. کهکشان از نظر ظاهری لخته‌دار با ناحیه مرکزی برجسته است. جرم ویروسی کهکشان است~ ۱ × 10 13 M ☉، در حالی که جرم ستاره‌ای است۳٫۲ × 10 11 M ☉. سرعت تشکیل ستاره دارد15.5 M ☉ ·yr −۱، که به شعاع محدود می‌شود۱۵ کیلو پی سی در اطراف هسته. فعال‌ترین ناحیه تشکیل ستاره حلقه داخلی است.  دارای یک تاج درخشان پرتو ایکس است که تا شعاع امتداد دارد. ۵۰ کیلو پی سی